# الدوري التشيكوسلوفاكي 1941–42
الدوري التشيكوسلوفاكي 1941–42 هو الموسم 4 من الدوري التشيكوسلوفاكي ‏. أشرف على تنظيمه اتحاد جمهورية التشيك لكرة القدم، وكان عدد الأندية المشاركة فيه 12، وفاز فيه نادي سلوفان براتيسلافا.